# Centro Comercial de Sofía
El Centro Comercial de Sofía (en búlgaro: Мол ъф София) es un centro comercial en el centro de Sofía, capital de Bulgaria. Fue inaugurado el 9 de junio de 2006 y está situado en la intersección del bulevar Aleksandar Stamboliyski y la calle Opalchenska, en el centro de la ciudad. La Torre Sofía, es parte del complejo, se trata de un edificio de oficinas situado justo por encima del centro comercial de Sofía. El centro comercial es de cuatro pisos de altura y cuenta con un total de 70.000 m² de área construida, de los cuales 35.000 m² pertenecen al sector comercial y de ocio y 10.000 m² son las oficinas, mientras que un estacionamiento subterráneo ocupa 22.000 m² y cuenta con una capacidad de 700 vehículos. El resto de 8.000 m² está ocupado por las áreas servicio y áreas comunes.